# نيك فيليبس
نيك فيليبس (10 مايو 1974 في المملكة المتحدة - ) (بالإنجليزية: Nick Phillips)‏ هو لاعب كريكت بريطاني. لعب مع نادي مقاطعة دورهام للكريكت ‏ ونادي مقاطعة ساسكس للكركيت ‏ وNorthumberland County Cricket Club ‏.

## وصلات خارجية
- نيك فيليبس على موقع إي آس بي آن كريك إنفو (الإنجليزية)